# Buhendangabo
Buhendangabo è una circoscrizione rurale (rural ward) della Tanzania situata nel distretto rurale di Bukoba, regione del Kagera. Conta una popolazione di 7 724 abitanti (censimento 2012).